# Cosmosoma notosticta
Cosmosoma notosticta är en fjärilsart som beskrevs av Paul Dognin 1909. Cosmosoma notosticta ingår i släktet Cosmosoma och familjen björnspinnare. Inga underarter finns listade i Catalogue of Life.